# Simonshofen

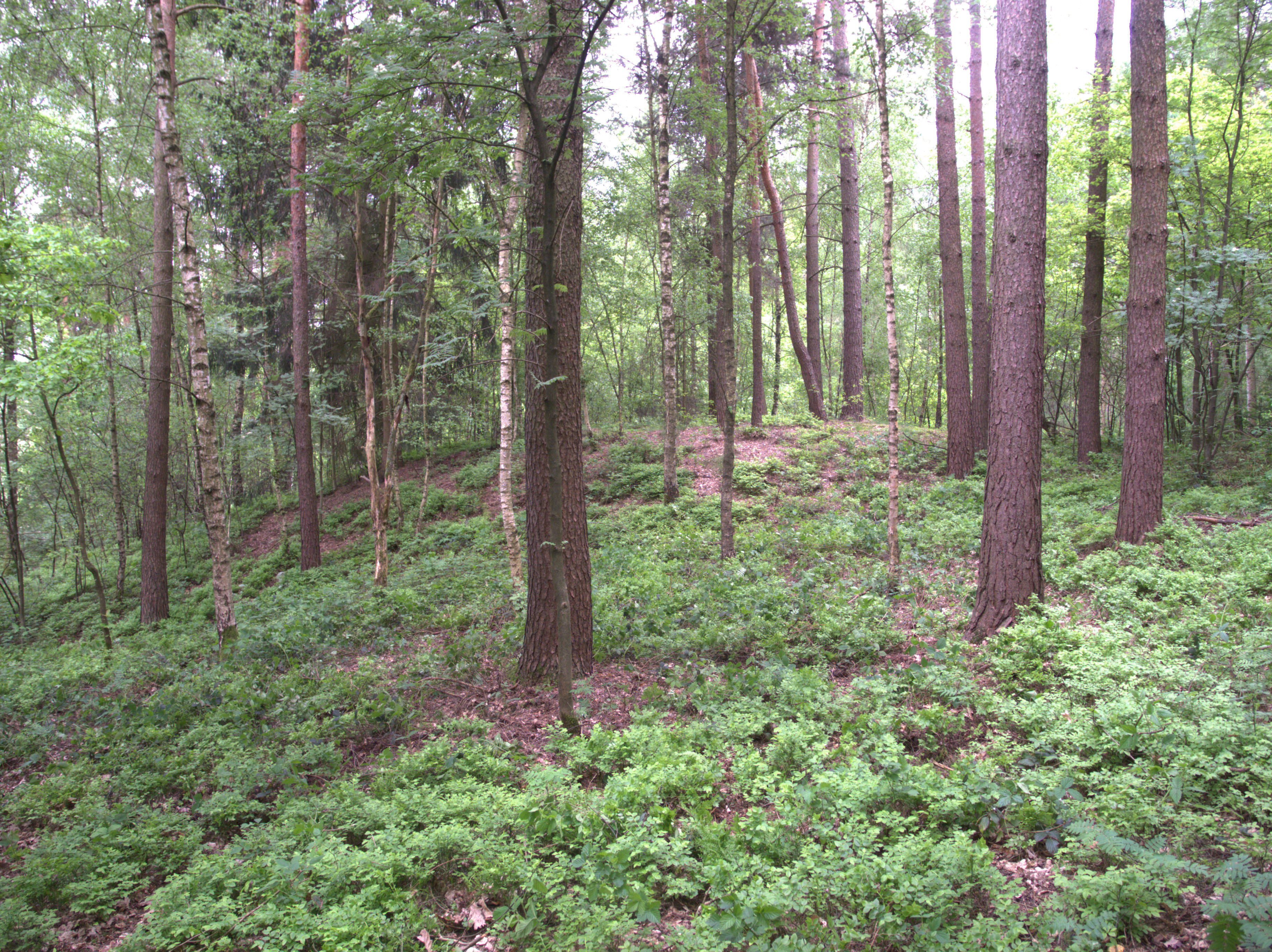
Der Turmhügel Simonshofen

Simonshofen ist ein Gemeindeteil der Stadt Lauf an der Pegnitz im Landkreis Nürnberger Land (Mittelfranken, Bayern). Die Gemarkung Simonshofen hat eine Fläche von 8,862 km². Sie ist in 1295 Flurstücke aufgeteilt, die eine durchschnittliche Flurstücksfläche von 6843,58 m² haben.

## Geografie
Das Dorf befindet sich etwa vier Kilometer nördlich des Ortszentrum von Lauf und liegt auf einer Höhe von 374 m ü. NHN.

## Geschichte
Aus dem 1360 erwähnten Hof eines Sigman hat sich das Dorf Simonshofen entwickelt. Bereits 1375 wurde dort der Hopfenanbau erwähnt. Im Jahre 1333 erwarb der Nürnberger Konrad Groß die Güter und Grundstücke, die er in die von ihm errichtete Stiftung des Heilig-Geist-Spitals einbrachte. Über 600 Jahre übte das Spitalamt die Gemeindeherrschaft aus, besoldete einen Schullehrer und einen Förster. Im Jahre 1806 kam der Ort zum Landgericht Lauf.
Durch die Verwaltungsreformen zu Beginn des 19. Jahrhunderts im Königreich Bayern wurde der Ort mit dem Zweiten Gemeindeedikt eine Ruralgemeinde. Im Zuge der kommunalen Gebietsreform in Bayern wurde die Gemeinde Simonshofen am 1. Januar 1973 in die Stadt Lauf eingegliedert.
Kirchgemeindlich gehört Simonshofen zur evangelischen Kirchengemeinde Beerbach. Simonshofen war ursprünglich Bestandteil der Pfarrei Neunkirchen am Sand und wandte sich nach Einführung der Gegenreformation 1628 der Beerbacher Gemeinde zu. Seit 1814 gehört Simonshofen einheitlich zu Beerbach.

## Baudenkmäler
In Simonshofen befinden sich sechzehn Baudenkmäler, darunter mehrere Bauernhöfe, Wohnstallhäuser und Scheunen.
Am Höllweiher stehen zwei Steinkreuze. In der Ortsmitte ist ein Kriegerdenkmal des ersten und zweiten Weltkriegs zu finden.

## Aktivitäten und Infrastruktur
In Simonshofen sind mehrere Vereine ansäßig, die das Dorfleben prägen. Der SV Simonshofen (gegründet 1964) stellt, neben Gesangs- und Kirchweihverein, den größten gesellschaftlichen Zusammenschluß im Dorf dar und bietet neben mehreren Herren- und Jugendfußballmanschaften auch Freizeittennis, Step-Aerobic, Gymnastik und Ski-Gymnastik. Das Dorf beherbergt und betreibt zudem eine freiwillige Feuerwehr, zwei Kindertagesstätten, einen Dorfmarkt sowie ein Dorfcafe. Auch sind mehrere Handwerks- und Landwirtschaftsbetriebe in Simonshofen ansäßig. Am Höllweiher findet regelhaft Freizeitangelbetrieb statt. In festen Abständen finden lokale und regionale Feste wie Kirchweihen oder ein Dorftag statt.